# Želva uhlířská
Želva uhlířská (Chelonoidis carbonaria) je suchozemská želva obývající vlhké savany Jižní Ameriky. Nejsou známy žádné její oficiální poddruhy, vyvinuly se však některé drobné rozlišovací znaky (např. zbarvení plastronu) v závislosti na místě výskytu. V zimním období nehibernuje, jen snižuje aktivitu.

## Popis
Má černý karapax se žlutými, naoranžovělými nebo načervenalými skvrnami na každém štítku, dlouhý asi 50 cm. Plastron je žlutohnědý. Hlava a končetiny jsou zbarveny do béžova s jasnými žlutými nebo oranžovými skvrnami. Díky svému příjemnému zbarvení je častým druhem chovaným v zoologických zahradách. Objevuje se u ní nepatrný pohlavní dimorfismus. Samci mívají delší krunýř a bývají těžší a mají vyklenutý plastron. U starších samců se častěji objevuje také malé zaškrcení krunýře do tvaru přesýpacích hodin, mají také delší a širší ocas než samice.

## Výskyt
Přirozeně se vyskytuje nejčastěji v Panamě, Paraguayi, Kolumbii, Peru, Brazílii, Bolívii, Venezuele a Argentině. Uměle byla vysazena na mnohých ostrovech v Karibském moři, např. na Barbadosu, Trinidadu nebo na Svaté Lucii.

Obývá především vlhké savany, méně okolí močálů tropických deštných lesů. Pohybuje se většinou ve stínu, kde je dostatečně teplo a vlhko.

## Potrava
Mláďata želvy uhlířské se živí především masožravě, hledají v půdě červy a hmyz. Dospělí jedinci jsou z většiny býložraví, živí se trávou a různými plody a listy, nepohrdnou však ani drobnou živočišnou potravou nebo zbytky živočichů. Často se zdržují v okolí stromů, na nichž roste jejich oblíbené ovoce.[zdroj?]

## Rozmnožování
Páří se, když dorostou velikosti asi 25 cm. Samice snáší 2–15 vajec v letním období. Většinou je zahrabává do hlíny, ale byly vypozorovány i příklady, kdy je nakladla do hnízd ve směsici listí. Mláďata se líhnou za 4–6 měsíců a jsou velká 4–4,5 cm. V zajetí bývají samice schopné snášet vejce kdykoli v průběhu roku.[zdroj?]
V tomto období jsou důležité zápasy mezi samci, které začínají charakteristickým postranním trháním hlavou. Tyto pohyby hlavy jsou u různých druhů želv různé, a prosto jsou považovány za jeden ze způsobů rozeznávání jednotlivých druhů. Pak pokračuje souboj, kdy se samci snaží otočit toho druhého na krunýř – obvykle bývá nejúspěšnější ten největší.

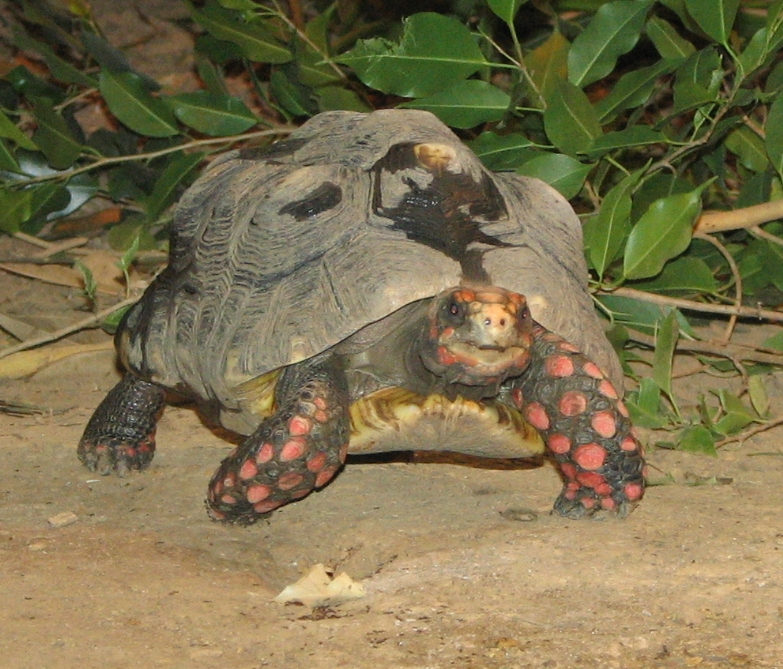
Želva uhlířská s charakteristickými skvrnami na hlavě a končetinách

## Chov
Želva uhlířská potřebuje prostorné terárium s dostatečně vysokou teplotou (minimálně 22 °C) a vlhkostí, které lze dosáhnout umístěním rostlin do terária. Jako substrát je nejlepší použít jemný písek nebo třísky některých listnatých stromů, které udržují vlhkost při stále suchém povrchu, což zabraňuje tvorbě plísní. Želva musí mít stále k dispozici velkou misku s vodou a stinná místa k odpočinku. V teráriu by měl být také zdroj světla, tepla a UV záření, kterého by se jí v přírodě dostávalo. Uhlířky by měly být krmeny rostlinami bohatými na vápník (pampelišky, vinné lístky), ovocem (nejlépe jahody, broskev, ananas, mango nebo kiwi), zeleninou, květinami a malým množstvím živočišných bílkovin.

## Ohrožení
Největší hrozbou pro želvu uhlířskou je nadměrný lov pro konzumaci v místech přirozeného výskytu, ke kterému přispívá fakt, že vydrží dlouhou dobu bez příjmu potravy. Želvy jsou sbírány ve velkém množství a posílány do měst Jižní Ameriky, kde jsou považovány za velkou lahůdku.
Tato želva je ohrožena také úbytkem životního prostředí, které je často upravováno pro zemědělské účely a neposkytuje tak vhodné podmínky pro její výskyt.
Další hrozbou, ač ne tak podstatnou jako lov a úbytek přirozeného prostředí, je odchyt želv pro domácí chov.
Je chráněna přílohou II Washingtonské úmluvy.